# Justicia americana
Justicia americana är en akantusväxtart som först beskrevs av Carl von Linné, och fick sitt nu gällande namn av Vahl. Justicia americana ingår i släktet Justicia och familjen akantusväxter. Inga underarter finns listade i Catalogue of Life.

## Bildgalleri

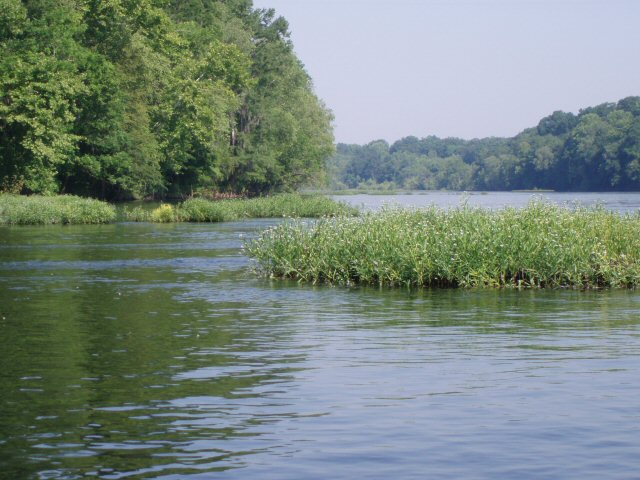